# Heteroclytomorpha sexplagiata
Heteroclytomorpha sexplagiata là một loài bọ cánh cứng trong họ Cerambycidae.